# Ichthyothere terminalis
Ichthyothere terminalis là một loài thực vật có hoa trong họ Cúc. Loài này được (Spreng.) S.F.Blake mô tả khoa học đầu tiên năm 1921.